# Comuna de Bytów
Bytów (polaco: Gmina Bytów) é uma gminy (comuna) na Polónia, na voivodia de Pomerânia e no condado de Bytowski. A sede do condado é a cidade de Bytów.
De acordo com os censos de 2004, a comuna tem 23 538 habitantes, com uma densidade 119,2 hab/km².

## Área
Estende-se por uma área de 197,44 km², incluindo:
- área agricola: 48%
- área florestal: 39%

## Demografia
Dados de 30 de Junho 2004:
|                      | Total   | Total | Mulheres | Mulheres | Homens  | Homens |
| -------------------- | ------- | ----- | -------- | -------- | ------- | ------ |
|                      | pessoas | %     | pessoas  | %        | pessoas | %      |
| População            | 23 538  | 100   | 12 076   | 51,3     | 11 462  | 48,7   |
| Densidade (pop./km²) | 119,2   | 100   | 61,2     | 61,2     | 58,1    | 58,1   |

De acordo com dados de 2002, o rendimento médio per capita ascendia a 1337,39 zł.

## Comunas vizinhas
- Borzytuchom, Czarna Dąbrówka, Lipnica, Parchowo, Studzienice, Tuchomie